# F̄
La F con macrón (Mayúscula: F̄ minúscula: f̄), es una grafema utilizado en algunas romanizaciones ISO 11940 del tailandés y en la romanización ISO 233-1 de la escritura árabe. Esta es la letra F diacrítica con un macrón.

## Uso
En la romanización ISO 233-1 de la Escritura árabe, «'f̄'» translitera el fāʾ en šaddah «'فّ'», siendo  fāʾ y šaddah transliterados con la f y con el macron arriba.

## Codificación
La F con macrón se puede representar en Unicode con los siguientes caracteres:
| forma     | representación | Puntos de código | descripción                         |
| --------- | -------------- | ---------------- | ----------------------------------- |
| Mayúscula | F̄              | U+0046 U+0304    | Letra mayúscula latina f con macrón |
| minúscula | f̄              | U+0066 U+0304    | Letra minúscula latina f con macrón |